# Numéro complémentaire
Numéro complémentaire est une pièce de théâtre écrite par Jean-Marie Chevret et jouée pour la première fois en 2006, au Théâtre Saint-Georges, et mise en scène par Alain Sachs.

## Résumé
Un jour comme les autres s'annonce pour la famille Leblanc. Or voilà que Bernard, chef de la famille, gagne les six bons numéros du loto ! Ainsi commence une célébrité dont les Leblanc auraient bien pu se passer... C'est Ainsi que Bernard et Nadette, sa femme, décident de demander à leur fille ce qu'elle souhaiterait, avec une fortune de près de 25 millions d'euros. Or, problème: la jeune fille veut devenir princesse. En gros, ils ne peuvent rien faire ! Jusqu'au jour où Bernard lit dans un magazine, un article consacré au plus grand spécialiste des têtes couronnées: Jean-Edouard Bernel. Mais ce dernier va se montrer très indulgent, notamment en ce qui concerne les habitudes à prendre mais aussi... les prix !

## Distribution

### 2006
- Francis Perrin : Bernard Leblanc
- Stéphane Bern : Jean-Edouard Bernel, spécialiste des têtes couronnées
- Isabelle de Botton : Nadette Leblanc, la femme de Bernard
- Anne-Sophie Germanaz : Laëtitia Leblanc, la fille de Bernard et Nadette, 19 ans
- Cyril Gueï et  Ricky Tribord : Aurélien Cissé, le maître d'hôtel

### 2016 - 2018
- Georges Beller : Bernard Leblanc
- Steevy Boulay : Jean-Edouard Bernel, spécialiste des têtes couronnées
- Claire Conty : Nadette Leblanc, la femme de Bernard
- Laëtitia Galy : Laëtitia Leblanc, la fille de Bernard et Nadette, 19 ans
- Yves-Batek Mendy : Aurélien Cissé, le maître d'hôtel
- Metteur en scène : Olivier Macé

## Diffusion
La pièce a été enregistrée en 2006 au Théâtre Saint-Georges à Paris. Elle fut retransmise en direct sur France 4 le 19 janvier 2006, puis fut rediffusée le 29 décembre 2008 sur France 2. 

## Récompense
- Molières 2006 : nomination dans la catégorie « Grand prix spécial du jury théâtre privé ».